# Клешчеле
Клешчеле (пољ. Kleszczele) град је у Пољској у Војводству подласком. По подацима из 2012. године број становника у месту је био 1368.

## Становништво
| 2012. |
| ----- |
| 1.368 |